# Pantomime: Everywhere It’s Christmas
Pantomime: Everywhere It’s Christmas (englisch Pantomime: Überall ist Weihnachten) ist eine Flexi-Disk der britischen Band The Beatles, die der Fanclub der Band am 16. Dezember 1966 exklusiv an seine Mitglieder versandte. Es war die vierte Weihnachtssingle der Beatles.

## Hintergrund
Erstmals wichen die Beatles von ihrem Konzept ab, eine Weihnachtssingle zu produzieren, die im Wesentlichen Weihnachtsgrüße und Danksagungen enthält. „Wir dachten, es wäre an der Zeit, dass wir einen völlig anderen Ansatz haben“, sagte Paul McCartney, der auch die Aufnahme entwickelte. Die Originalgeschichte entzieht sich einer logischen Handlung, von Korsika, wo ein „bärtiger Mann mit Brille“ einen kleinen Chor dirigiert, zu den Schweizer Alpen, wo „ein Paar ältere Schotten einen seltenen Käse essen“, und zum „langen, dunklen Korridor des Herrenhauses Felpin“, der Heimat des deutschen Grafen Balder, die königliche Feier an Bord des Schiffes H.M.S. Tremendous bis hin zum Märchen von Podgy dem Bären und Jasper. Die Aufnahme hatte folgende Teile:
1. Everywhere It’s Christmas
2. Orowayna (Corsican Choir and Small Choir)
3. A Rare Cheese (Two Elderly Scotsmen)
4. The Feast
5. The Loyal Toast
6. Podgy The Bear and Jasper
7. Felpin Mansions: Part One (Count Balder and Butler)
8. Felpin Mansions: Part Two (The Count and The Pianist)
9. Please Don’t Bring Your Banjo Back
10. Mal: Everywhere It’s Christmas
11. Reprise: Everywhere It’s Christmas

Die Beatles nutzten George Martins Erfahrung bei der Produktion von Comedy-Platten mit britischen Künstlern wie Peter Sellers und Spike Milligan, die in der Goon Show mitwirkten. Der Humor dieser Show beeinflusste den Humor der Beatles, insbesondere John Lennon.
Die Beatles verwendeten drei neue Lieder: Everywhere It’s Christmas, Orowayna und Please Don’t Bring Your Banjo back. Die Sketche sind Rare Cheese, The Feast, The Loyal Toast, Podgy The Bear And Jasper und Felpin Mansions. Die Gesamtaufnahme wirkt psychedelisch.

## Aufnahme
Am 25. November 1966 nahmen die Beatles im Studio ihres Musikverlegers Dick James in der 71–75 New Oxford Street, London, ihre Weihnachtssingle Pantomime: Everywhere It’s Christmas mit dem Produzenten George Martin auf. Geoff Emerick war der Toningenieur der Aufnahme. Am 2. Dezember wurden die Aufnahmen in den Londoner Abbey Road Studios unter der Aufsicht von Tony Barrow zusammengemischt und editiert, Emerick war wiederum der Toningenieur. Die Abmischung erfolgte in Mono.
Besetzung:
- John Lennon: Sprache, Gesang
- Paul McCartney: Klavier, Sprache, Gesang
- George Harrison: Sprache, Gesang
- Ringo Starr: Sprache, Gesang
- Mal Evans: Sprache

## Cover
Das gemalte Schallplattencover wurde von Paul McCartney gestaltet. Die Single wurde mit einem Newsletter des Fanclubs von Anne Collingham und Freda Kelly, der die Entstehung der Aufnahme, Widmungen und die Texte zu den Liedern beschreibt, ausgeliefert.

## Veröffentlichungen
- Am 16. Dezember 1966 wurde die Flexi-Disk an die Mitglieder des britischen Beatles-Fanclubs versandt. Die Herstellerfirma war Lyntone Recordings.
- Eine weitere Veröffentlichung der Aufnahme fand am 18. Dezember 1970 statt, als sie gemeinsam mit allen weiteren Weihnachtsaufnahmen auf dem Album The Beatles Christmas Album erschien, das ebenfalls nur an Fanclubmitglieder versandt wurde.
- Am 15. Dezember 2017 wurden erstmals offiziell Nachpressungen der sieben britischen Weihnachtssingles in einer limitierten Box mit dem Titel Happy Christmas Beatle People! veröffentlicht. Statt als Flexidiscs wurden sie auf buntem Vinyl gepresst, das Artwork wurde den Originalcovern nachempfunden. In den Liner Notes sind unter anderem die damaligen Begleitschreiben der Beatles an die Fanclubmitglieder abgedruckt.[2]